# LEO I
LEO I var världens första kommersiellt sålda dator från 1951. LEO I var en variant av EDSAC.
LEO (Lyons Electronic Office) var en serie tidiga datorsystem skapade av J. Lyons and Co.. Den första i serien, LEO I, var den första datorn som användes för kommersiella affärsapplikationer.
Prototypen LEO I var nära modellerad efter Cambridge EDSAC (Electronic Delay Storage Automatic Calculator). Dess konstruktion övervakades av Oliver Standingford, Raymond Thompson och David Caminer från J. Lyons and Co. LEO I körde sin första affärsapplikation 1951. 1954 bildades Lyons LEO Computers Ltd för att marknadsföra LEO I och dess efterföljare LEO II och LEO III till andra företag. LEO Computers blev så småningom en del av English Electric Company (EEL), (EELM), sedan English Electric Computers (EEC), där samma team utvecklade de snabbare modellerna LEO 360 och de ännu snabbare LEO 326-modellerna. Det gick sedan över till International Computers Limited (ICL) och slutligen till Fujitsu.
Datorer i LEO-serien användes fortfarande fram till 1981.